# 大光水蚤
大光水蚤（学名：Lucicutia magna）为光水蚤科光水蚤屬下的一个种。